# Ecitoptera schmitzi
Ecitoptera schmitzi är en tvåvingeart som beskrevs av Borgmeier 1923. Ecitoptera schmitzi ingår i släktet Ecitoptera och familjen puckelflugor. Inga underarter finns listade i Catalogue of Life.